# Управљање временом
Појам буџет времена се користи за испитивање живота и рада савременог човека у току 24 часа. Има за циљ да „сними“ целокупну делатност људи разних друштвених категорија. Зато се увек говори о буџету времена конкретних скупина, имајући у виду историјске, друштвено-економске и политичке прилике.